# Pomperipossa i Monismanien

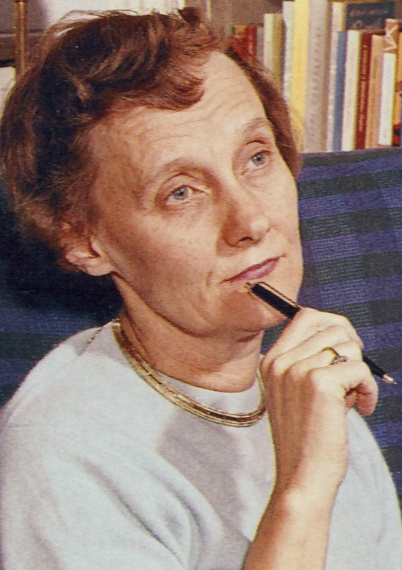
Astrid Lindgren, som valåret 1976 kritiserade skatteskalorna med den satiriska allegorin Pomperipossa i Monismanien.

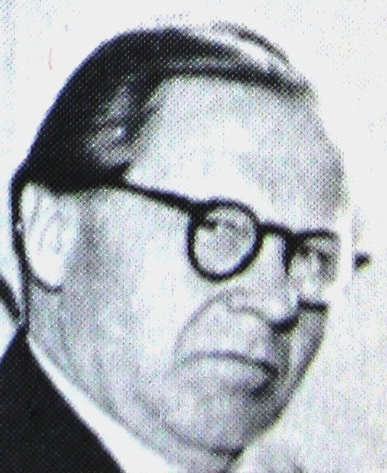
Gunnar Sträng, vars politik sagan egentligen kritiserar.

Pomperipossa i Monismanien är en satirisk saga skriven av den svenska författaren Astrid Lindgren, publicerad i Expressen den 10 mars 1976. Häxan Pomperipossa förekom i Falstaff, fakirs berättelse Sagan om Pomperipossa med den långa näsan (1895). Landet Monismanien, där enpartidiktatur råder, förekom i Kenne Fants film Monismanien 1995 (1975). Lindgren skrev texten då hon hade upptäckt att hon hade 102 procent i marginalskatt det året på grund av en marginalskatteffekt. Den höga marginalskatten var ett resultat av Haga-överläggningarna mellan Socialdemokraterna, Folkpartiet och Centerpartiet den 4 mars 1975 där man sänkte inkomstskatten bland annat genom att ta bort taket på 7,5 gånger basbeloppet för egenavgifter i socialförsäkringen.
I en tydlig allegori berättas historien om Pomperipossa som i ett rike långt borta skriver böcker för barn, men trots att hon jobbar och sliter får hon bara 5 000 kronor om året (ungefär 31 870 kronor år 2025) kvar att leva på. I förbifarten nämner Lindgren att man kan sänka sin skatt genom att köpa hus med stora skulder. Det var ett nålstick mot Sveriges dåvarande finansminister Gunnar Sträng som just hade gjort detta och därför – trots att han var höginkomsttagare – kunde betala en låg summa i skatt. I riksdagen läste moderaternas partiledare Gösta Bohman upp sagan i talarstolen. På det svarade Sträng att Lindgrens inlägg i skattedebatten röjde "djup osakkunskap" om skattesystemet. "Men det begär vi ju inte att Astrid Lindgren ska klara". Lindgren svarade i radio dagen efter: "Men jag begär att Gunnar Sträng ska klara det. Om det är någon som har räknat fel så är det Riksskatteverket, för det är från dem jag fått siffrorna. Sträng kan berätta sagor, men räkna kan han tydligen inte. Vi borde nog byta jobb han och jag."
Lindgrens text blev ett uppmärksammat inlägg i debatten och sägs vara en bidragande orsak till att Socialdemokraterna förlorade makten vid riksdagsvalet 1976, för första gången på 40 år.
Dagen efter Lindgrens död, den 29 januari 2002, medgav dåvarande statsminister Göran Persson att "Astrid Lindgren troligen hade rätt om Pomperipossa. Det fanns en abnormitet i skatteskalorna". Trots detta förblev hon socialdemokratisk sympatisör hela sitt liv, vilket visas i ett brev till Ingvar Carlsson från september 1995.